# Västgöta nation, Linköping
Västgöta nation i Linköping är en studentnation vid Linköpings universitet. Den har funnits sedan 1984 och har sin lokal Ättestupan på Rydsvägen 252 i Ryd. Nuvarande Qurator (ordförande) är Nathaniel Mattsson.  Ursprungligen grundades nationen som en samlingsplats för studenter från Västergötland, men detta är inte något strikt krav och nationens medlemmar kommer från alla delar av landet.  Nationens syfte är först och främst att agera mötesplats för studenter, men den arrangerar även olika tävlingar, fester och andra sorters evenemang.

## Ättestupan
Ättestupan är Västgöta Nations lokal som nationen har haft sedan 1989. Varje tisdagkväll under läsåret används lokalen för att spela brädspel eller rollspel och på torsdagarna träffas medlemmar för socialt umgänge.  Utöver detta öppnar Ättestupan för olika fester och evenemang under året. All drift och underhåll av lokalen utförs frivilligt av nationens medlemmar. Medlemmar får utan kostnad boka Ättestupan för privata arrangemang, förutsatt att dessa inte kommer i vägen för nationens aktiviteter.

## West Gothia Altus
Västgöta nation har sedan 1999 haft en alumniförening som heter West Gothia Altus men kallas normalt sett bara för WGA. Medlem i WGA kan man bli först då man antingen gjort minst ett år i styrelsen för Västgöta Nation eller avslutat sina studier vid Linköpings Universitet. WGA-medlemmar är välkomna på allt som Västgöta Nation anordnar, men de har ingen rösträtt i Västgöta Nation.

## Vännationer
Keskisuomalainen Osakunta, Helsingfors

## Quratorer genom åren
- 1984 - 1986, Håkan Larsson (grundare)
- 1986 - 1987, Monica Josephson
- 1987 - 1988, Klas Sandrén
- 1988 - 1989, Åsa Landsmer
- 1989 - 1990, Yvonne Persson
- 1990 - 1991, Henric Olsson
- 1991 - 1992, Tomas Sundstedt
- 1992 - 1993, Anna Johnsson
- 1993 - 1994, Pia Sundh
- 1994 - 1995, Magnus Alström
- 1995 - 1996, Marie Vänerfors
- 1996 - 1997, Jenny Nilsson
- 1997 - 1998, Martin Einehag
- 1998 - 1999, Karolina Fredén
- 1999 - 2000, Sylvide Klasson
- 2000 - 2001, Erik Damborg
- 2001 - 2002, Kristina Hasselgren
- 2002 - 2003, Sara Larsson
- 2003 - 2004, Henrik Stiernstedt
- 2004 - 2005, Alexandra Rost
- 2005 - 2006, Andreas Alexandersson
- 2006 - 2007, Anna Carlsson
- 2007 - 2008, Sebastian Karlsson
- 2008 - 2009, Anette Karlsson
- 2009 - 2010, Rikard Karlsson
- 2010 - 2011, Emil Larsson
- 2011 - 2011, Kenny Lind
- 2011 - 2012, Jonas Olsson
- 2012 - 2013, Alexander Hedman
- 2013 - 2014, Erik Bråmå
- 2014 - 2015, Moa Hanssen
- 2015 - 2016, Pontus Persson
- 2016 - 2017, Claes Hardesköld
- 2017 - 2018, Hjalmar Nord
- 2018 - 2019, Oskar Viidas
- 2019 - 2020, Tova Harrius
- 2020 - 2022, Hugo Hörnquist
- 2022 - 2023, Amanda Nyström Nöjd
- 2023 - 2024, Jesper Patriksson
- 2024 - 2026, Nathaniel Mattsson